# Грос Керис
Грос Керис (њем. Groß Köris) општина је у њемачкој савезној држави Бранденбург. Једно је од 37 општинских средишта округа Даме-Шпревалд. Према процјени из 2010. у општини је живјело 2.334 становника. Посједује регионалну шифру (AGS) 12061192.

## Географски и демографски подаци
Грос Керис се налази у савезној држави Бранденбург у округу Даме-Шпревалд. Општина се налази на надморској висини од 35 метара. Површина општине износи 68,1 km². У самом мјесту је, према процјени из 2010. године, живјело 2.334 становника. Просјечна густина становништва износи 34 становника/km².